# 未来地図 (さんみゅ〜のアルバム)
『未来地図』（みらいちず）は、日本の女性アイドルグループ『さんみゅ〜』の1枚目のアルバム。2014年8月6日にポニーキャニオンより発売された。

## 内容
- さんみゅ〜初のアルバム。
- 初回盤Aの特典DVDには、2014年4月12日に品川ステラボールにて開催された単独ライブ「さんみゅ〜LIVE2014 SUN&YOU-春の嵐-」のドキュメント映像などが収録されている。本アルバムのリリースは、同ライブでサプライズ発表され[5]、この発表の様子も収録されている。
- 初回盤Bの特典CDには、デビューから6thシングル「純情マーメイド」までの期間にリリースされたカップリング曲が収録されている。

## 収録曲
| #   | タイトル                                           | 作詞         | 作曲         | 編曲       | 時間 |
| --- | -------------------------------------------------- | ------------ | ------------ | ---------- | ---- |
| 1.  | 「くちびるNetwork」                                | Seiko        | 坂本龍一     | 中野定博   | 4:15 |
| 2.  | 「みんなの太陽(2014 Version)」                     | 大内正徳     | 木之下慶行   | 木之下慶行 | 3:43 |
| 3.  | 「ハレルヤ」                                       | ケリー       | 渡辺未来     | 中野定博   | 4:19 |
| 4.  | 「純情マーメイド」                                 | ケリー       | 井上慎二郎   | 井上慎二郎 | 4:51 |
| 5.  | 「夢冒険」                                         | 森浩美       | 西木栄二     | 清水信之   | 3:34 |
| 6.  | 「ファースト・デイト」                             | 竹内まりや   | 竹内まりや   | 中野定博   | 3:09 |
| 7.  | 「白い蕾」                                         | 井上トモノリ | 井上トモノリ | 立山秋航   | 4:42 |
| 8.  | 「ほほにキスして」                                 | 伊藤薫       | 伊藤薫       | 清水信之   | 3:10 |
| 9.  | 「僕らのルネサンス」                               | 大内正徳     | 木之下慶行   | 木之下慶行 | 5:50 |
| 10. | 「これが愛なんだ」                                 | 井上慎二郎   | 井上慎二郎   | 井上慎二郎 | 4:57 |
| 11. | 「初戀」                                           | 岩里祐穂     | Gajin        | 佐久間誠   | 4:42 |
| 12. | 「春が来て僕たちはまた少し大人になる」             | 藤川佳子     | 井上慎二郎   | 井上慎二郎 | 4:15 |
| 13. | 「夏祭り」                                         | 破矢ジンタ   | 破矢ジンタ   | 西川進     | 3:53 |
| 14. | 「そっと、ぎゅっと、もっと、ずっと(2014 Version)」 | 大内正徳     | 本田光史郎   | 木之下慶行 | 4:06 |
| 15. | 「僕らの未来地図」                                 | 井上トモノリ | 井上トモノリ | 立山秋航   | 5:02 |

| #   | タイトル                              | 作詞     | 作曲         | 編曲       | 時間 |
| --- | ------------------------------------- | -------- | ------------ | ---------- | ---- |
| 1.  | 「目覚めよ! 乙女」                    | 大内正徳 | 河原嶺旭     | 中野定博   | 4:19 |
| 2.  | 「Live a Live! 〜愛があれば大丈夫〜」 | 大内正徳 | 木之下慶行   | 木之下慶行 | 4:05 |
| 3.  | 「ガラスの季節」                      | 深川琴美 | 河原嶺旭     | 清水信之   | 3:47 |
| 4.  | 「自転車通学」                        | 大内正徳 | 井上トモノリ | 中野定博   | 4:30 |
| 5.  | 「夢は生きている」                    | 岩里祐穂 | 佐々倉有吾   | 木之下慶行 | 4:31 |
| 6.  | 「Secret Blue Memories」              | 大内正徳 | 河原嶺旭     | 清水信之   | 3:45 |
| 7.  | 「終わらないで、夏」                  | 大内正徳 | 南田健吾     | 井上慎二郎 | 4:08 |
| 8.  | 「雨のバースデイ」                    | 岩里祐穂 | 土橋安騎夫   | 土橋安騎夫 | 4:39 |
| 9.  | 「木洩れ日とオレンジ」                | 岩里祐穂 | 大隅知宇     | 堤博明     | 4:01 |
| 10. | 「月夜のI love you」                  | 大内正徳 | AKIRA☆STAR   | 立山秋航   | 3:50 |
| 11. | 「駆け抜けろ! 青春」                  | 大内正徳 | Keisuke      | 大内正徳   | 3:55 |
| 12. | 「キスをください」                    | ケリー   | 井上トモノリ | 中野定博   | 4:00 |
| 13. | 「大好きだ 何度でも〜夢のしっぽ〜」   | 岩里祐穂 | 井上トモノリ | 立山秋航   | 4:16 |
| 14. | 「Thank you for the Music」           | 大内正徳 | 今井昌規     | 木之下慶行 | 4:02 |
| 15. | 「前にススメ!」                       | 大内正徳 | 井上トモノリ | 木之下慶行 | 4:15 |

## リリース日一覧
| 地域 | リリース日   | レーベル         | 規格                | カタログ番号 |
| ---- | ------------ | ---------------- | ------------------- | ------------ |
| 日本 | 2014年8月6日 | ポニーキャニオン | CD + DVD（初回盤A） | PCCA-04061   |
| 日本 | 2014年8月6日 | ポニーキャニオン | CD2枚組（初回盤B）  | PCCA-04062   |
| 日本 | 2014年8月6日 | ポニーキャニオン | CD1枚（通常盤）     | PCCA-04063   |